# Suizy-le-Franc
Suizy-le-Franc est une commune française, située dans le département de la Marne en région Grand Est. Elle fait partie de la région naturelle de la Brie champenoise et est traversée par le Surmelin.
Commune rurale, hors attraction des villes, Suizy-le-Franc est membre de la communauté de communes des Paysages de la Champagne, à qui elle a transféré un certain nombre de compétences (notamment en matière d'eau et de déchets).
Au dernier recensement de 2022, la commune comptait 106 habitants appelés Suizyens et Suizyennes.
Son patrimoine architectural comprend notamment son église, dédiée à Saint-Rémi. Son patrimoine naturel comprend quant à lui deux zones naturelles d'intérêt écologique, faunistique et floristique, dont la ZNIEFF de type I du Bois des Aulnois.

## Géographie

### Localisation et relief

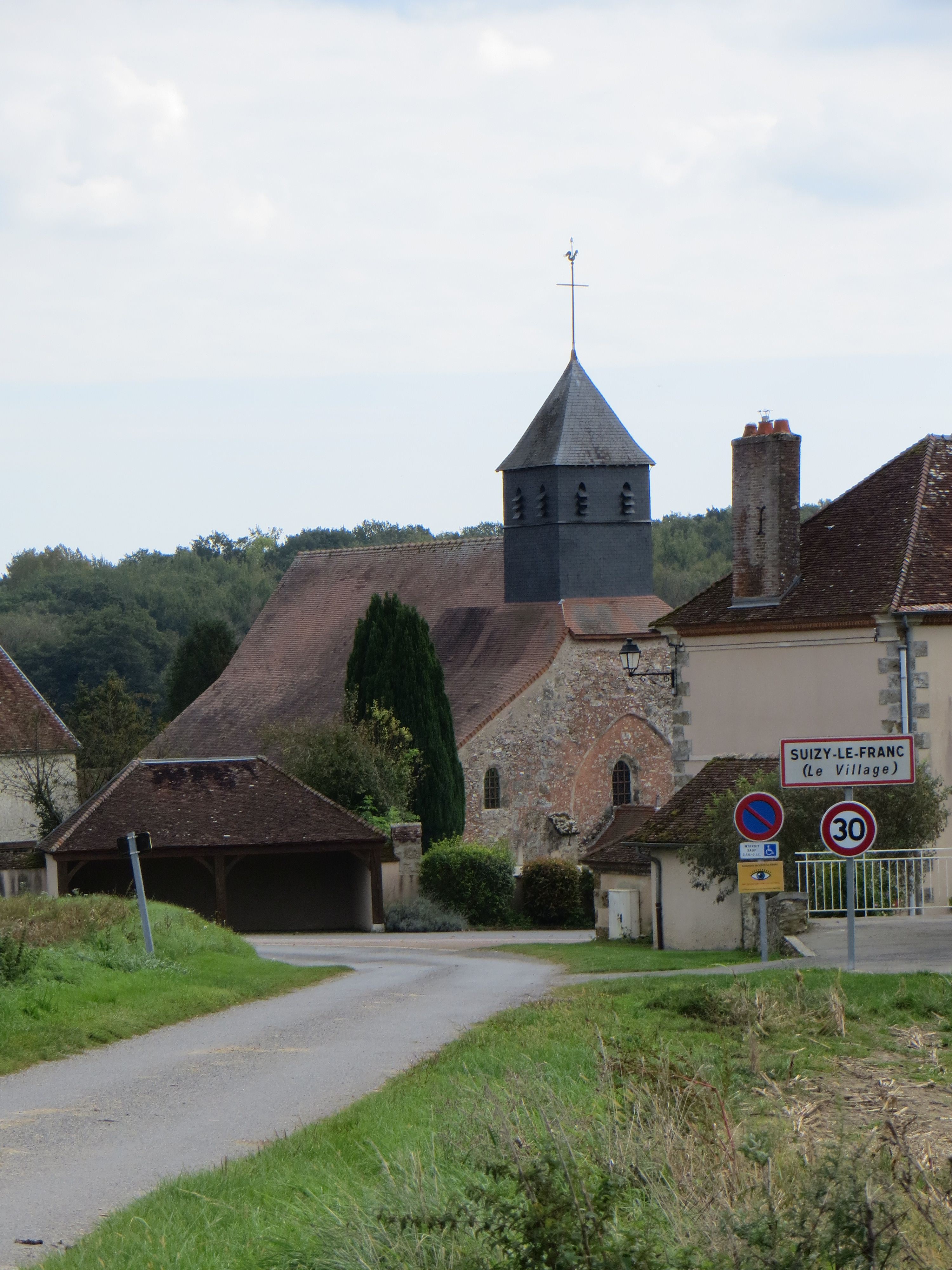
L'entrée du village.

Suizy-le-Franc se trouve à l'ouest du département de la Marne, en région Grand Est. La commune appartient à la région agricole de la Brie champenoise.
La commune de Suizy-le-Franc s'étend sur une superficie de 605 hectares. Sur son territoire, l'altitude varie de 137 à 236 mètres. Le relief est marqué par la vallée du Surmelin. Le village se trouve à environ 150 mètres d'altitude, sur la rive droite de cette rivière. De part et d'autre de la vallée, l'altitude dépasse les 200 mètres sur le plateau de la Brie.
Par la route, Suizy-le-Franc se situe à 52 km de Châlons-en-Champagne, préfecture de la Marne, à 56 km de Reims, plus grande ville du département, à 31 km de Château-Thierry, sous-préfecture de l'Aisne voisine, à 22 km d'Épernay, sa sous-préfecture, et à 18 km de Dormans, bureau centralisateur du canton de Dormans-Paysages de Champagne dont dépend Suizy-le-Franc depuis 2015. La commune fait en outre partie du bassin de vie de Dormans.

### Communes limitrophes
Les communes limitrophes sont Igny-Comblizy, La Chapelle-sous-Orbais, Corribert, Mareuil-en-Brie et Orbais-l'Abbaye.
|                 | Igny-Comblizy           |                 |
| Orbais-l'Abbaye | Suizy-le-Franc          | Mareuil-en-Brie |
|                 | La Chapelle-sous-Orbais | Corribert       |

### Hydrographie
La commune est dans la région hydrographique « la Seine de sa source au confluent de l'Oise (exclu) » au sein du bassin Seine-Normandie. Elle est drainée par le Surmelin, le ru des Grosses Pierres, le cours d'eau 01 de la Sablière, le cours d'eau 01 des Relais et le fossé 01 de l'étang de Bérat,.
Le Surmelin, d'une longueur de 41 km, prend sa source dans la commune de Loisy-en-Brie et se jette dans la Marne à Chartèves, après avoir traversé 17 communes.
Le ru des Grosses Pierres, d'une longueur de 12 km, prend sa source dans la commune de Le Baizil et se jette dans le Surmelin à La Ville-sous-Orbais, après avoir traversé six communes.
Un plan d'eau complète le réseau hydrographique : l'étang Bérat (1,8 ha),.

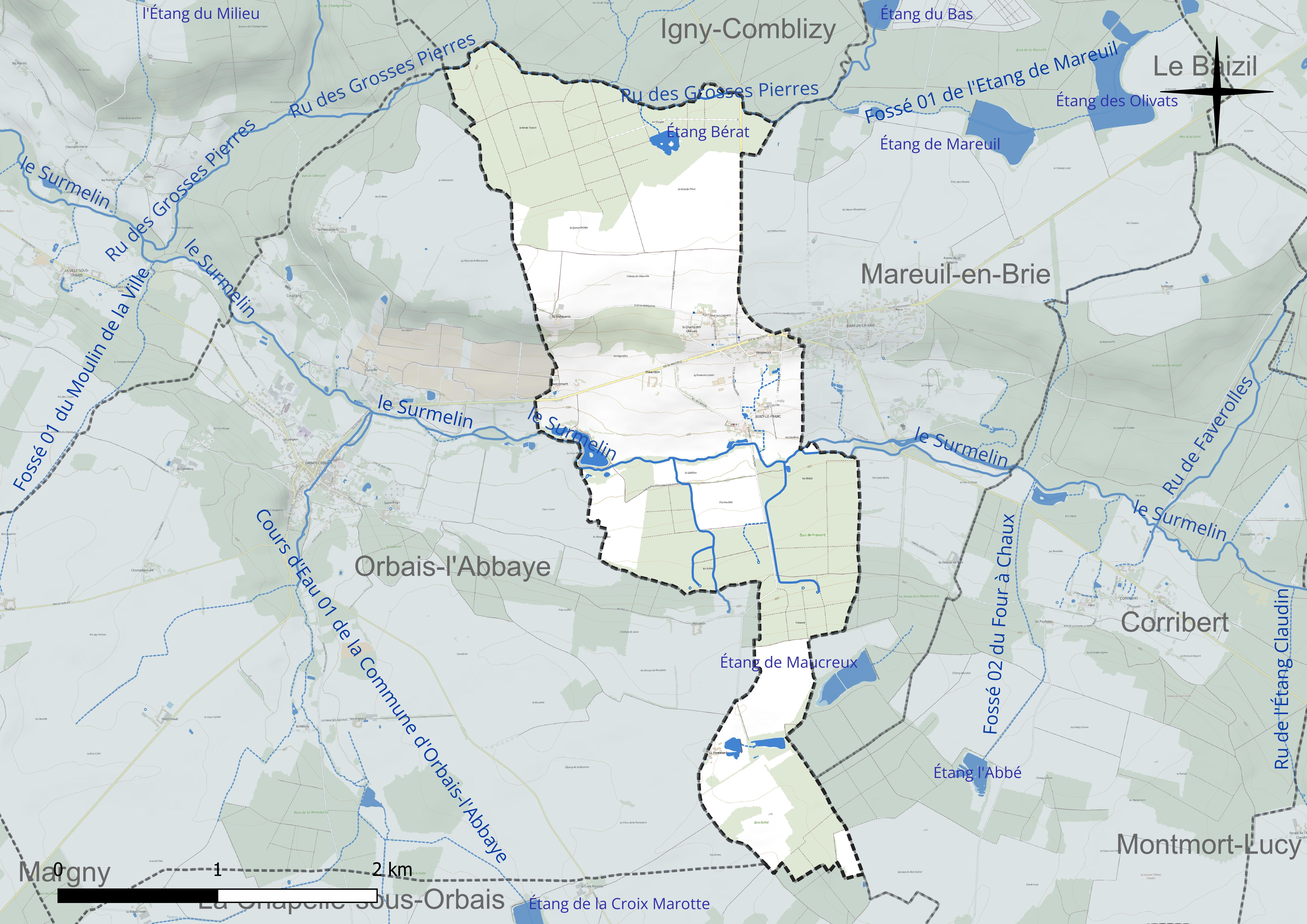
Réseau hydrographique de Suizy-le-Franc.

### Climat
Pour des articles plus généraux, voir Climat du Grand Est et Climat de la Marne.
En 2010, le climat de la commune est de type climat océanique dégradé des plaines du Centre et du Nord, selon une étude du Centre national de la recherche scientifique s'appuyant sur une série de données couvrant la période 1971-2000. En 2020, Météo-France publie une typologie des climats de la France métropolitaine dans laquelle la commune est exposée à un climat océanique altéré et est dans la région climatique Nord-est du bassin Parisien, caractérisée par un ensoleillement médiocre, une pluviométrie moyenne régulièrement répartie au cours de l’année et un hiver froid (3 °C).
Pour la période 1971-2000, la température annuelle moyenne est de 10,3 °C, avec une amplitude thermique annuelle de 15,6 °C. Le cumul annuel moyen de précipitations est de 774 mm, avec 12 jours de précipitations en janvier et 8,1 jours en juillet. Pour la période 1991-2020, la température moyenne annuelle observée sur la station météorologique de Météo-France la plus proche, « Chouilly », sur la commune de Chouilly à 22 km à vol d'oiseau, est de 11,4 °C et le cumul annuel moyen de précipitations est de 668,9 mm. 
La température maximale relevée sur cette station est de 40,3 °C, atteinte le 25 juillet 2019 ; la température minimale est de −12,3 °C, atteinte le 5 février 2012,,.
Les paramètres climatiques de la commune ont été estimés pour le milieu du siècle (2041-2070) selon différents scénarios d'émission de gaz à effet de serre à partir des nouvelles projections climatiques de référence DRIAS-2020. Ils sont consultables sur un site dédié publié par Météo-France en novembre 2022.

### Milieux naturels et biodiversité
L'Inventaire national du patrimoine naturel (INPN) recense 424 espèces sur le territoire de la commune, dont 43 espèces protégées et 20 espèces menacées.
Suizy-le-Franc compte deux zones naturelles d'intérêt écologique, faunistique et floristique (ZNIEFF).
La ZNIEFF de type I du « Bois des Aulnois » s'étend sur 48 hectares au sud du village. Elle regroupe différents groupements forestiers « très représentatifs de la Brie champenoise » : la chênaie pédonculée-frênaie méso-neutrophile (majoritaire), la chênaie-charmaie mésotrophe à frêne (sur le coteau de Fraivent), l'aulnaie-frênaie (autour de ses sources et ruisseaux) et l'aulnaie marécageuse. Elle accueille de nombreux oiseaux et amphibiens.
Les bois du nord de la commune, autour de l'étang Bérat, font partie de la ZNIEFF de type II du « massif forestier et étangs associés entre Épernay, Vertus et Montmort-Lucy ». Celle-ci regroupe de nombreux massifs forestiers et étangs au sud et à l'ouest d'Épernay, sur le plateau de la Brie champenoise.

## Urbanisme

### Typologie
Au 1er janvier 2024, Suizy-le-Franc est catégorisée commune rurale à habitat dispersé, selon la nouvelle grille communale de densité à sept niveaux définie par l'Insee en 2022.
Elle est située hors unité urbaine et hors attraction des villes,.

### Occupation des sols

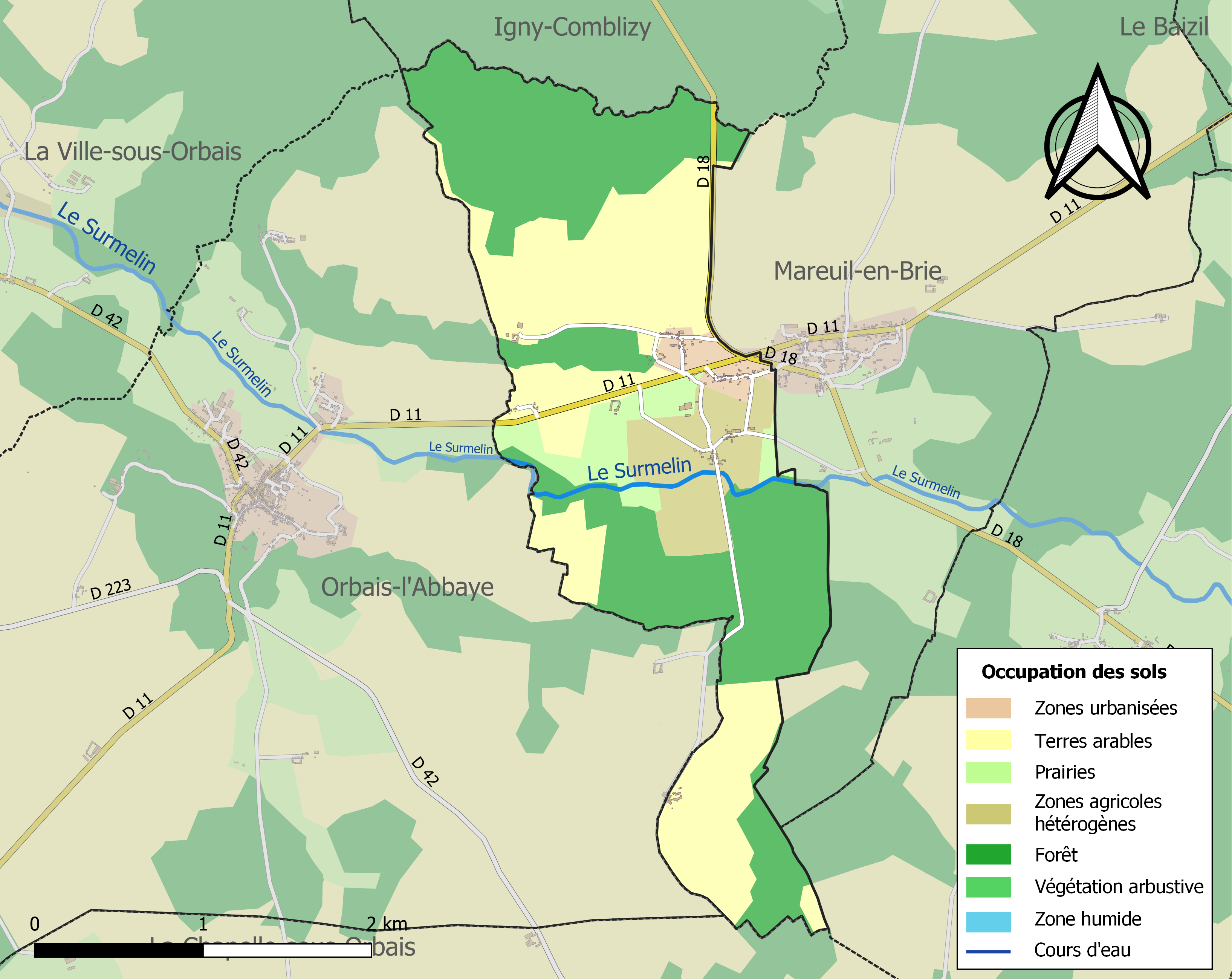
Carte des infrastructures et de l'occupation des sols de la commune en 2018 (CLC).

L'occupation des sols de la commune, telle qu'elle ressort de la base de données européenne d’occupation biophysique des sols Corine Land Cover (CLC), est marquée par l'importance des territoires agricoles (50,6 % en 2018), une proportion identique à celle de 1990 (50,6 %). La répartition détaillée en 2018 est la suivante : forêts (46,7 %), terres arables (34,9 %), zones agricoles hétérogènes (9,3 %), prairies (5,9 %), zones urbanisées (2,7 %), cultures permanentes (0,5 %).
L'évolution de l’occupation des sols de la commune et de ses infrastructures peut être observée sur les différentes représentations cartographiques du territoire : la carte de Cassini (XVIIIe siècle), la carte d'état-major (1820-1866) et les cartes ou photos aériennes de l'IGN pour la période actuelle (1950 à aujourd'hui).

### Morphologie rurale, hameaux et écarts
Le village de Suizy-le-Franc se concentre autour de son église, dans la vallée du Surmelin. Le hameau de Beaumont, au nord-est du village, est construit dans le prolongement de l'agglomération de Mareuil-en-Brie.
La commune comprend également plusieurs fermes et écarts au nord du village, non loin de la route départementale 11 : le Champ des Chèvres, Courcemont, la Marquerie et Maucreux. La Pommerie, au sud, est le seul écart situé sur la rive gauche du Surmelin.

### Planification
Les règles d'urbanisme sur le territoire de Suizy-le-Franc sont déterminées par le schéma de cohérence territoriale d'Épernay et sa Région (SCoTER) approuvé le 5 décembre 2018 et par le règlement national d'urbanisme prévu par le Code de l'urbanisme.

### Habitat et logement
En 2022, Suizy-le-Franc compte 63 logements. Ces logements sont presque exclusivement des maisons ; la commune ne comptant aucun appartements. En raison de la prévalence des maisons, les résidences principales de Suizy-le-Franc disposent en moyenne de 5,5 pièces.
Le tableau ci-dessous présente une comparaison de quelques indicateurs chiffrés du logement pour Suizy-le-Franc, la communauté de communes des Paysages de la Champagne (CCPC), le département de la Marne et la France entière :
|                                                            | Suizy-le-Franc | CCPC   | Marne   | France     |
| ---------------------------------------------------------- | -------------- | ------ | ------- | ---------- |
| Ensemble des logements                                     | 63             | 11 520 | 302 456 | 37 527 880 |
| Part des résidences principales (en %)                     | 73,7           | 80,7   | 87,5    | 82,3       |
| Part des résidences secondaires (en %)                     | 24,7           | 6,1    | 3,5     | 9,7        |
| Part des logements vacants (en %)                          | 1,6            | 13,1   | 9,0     | 8,0        |
| Part des propriétaires de leur résidence principale (en %) | 89,4           | 76,9   | 52,4    | 57,5       |

À Suizy-le-Franc, en 2022, 73,7 % des logements sont des résidences principales, 24,7 % des résidences secondaires et 1,6 % des logements vacants. Par ailleurs, 89,4 % des ménages sont propriétaires de leur résidence principale. Suizy-le-Franc se démarque alors par un nombre supérieur à la moyenne de résidences secondaires et de ménages propriétaires de leur résidence principale ainsi qu'une faible vacance des logements.
Parmi les résidences principales construites avant 2020, 31,1 % avaient été construites avant 1919, 24,4 % entre 1919 et 1945, 2,2 % entre 1946 et 1970, 22,2 % entre 1971 et 1990, 15,6 % entre 1991 et 2005 et 4,4 % entre 2006 et 2019.
Le tableau ci-dessous présente l'évolution du nombre de logements sur le territoire de la commune, par catégorie, depuis 1968 :
|                        | 1968 | 1975 | 1982 | 1990 | 1999 | 2006 | 2011 | 2016 | 2022 |
| ---------------------- | ---- | ---- | ---- | ---- | ---- | ---- | ---- | ---- | ---- |
| Résidences principales | 36   | 34   | 28   | 34   | 41   | 43   | 45   | 47   | 47   |
| Résidences secondaires | 11   | 15   | 20   | 25   | 19   | 15   | 12   | 17   | 16   |
| Logements vacants      | 2    | 2    | 6    | 1    | 0    | 5    | 7    | 1    | 1    |
| Total                  | 49   | 51   | 54   | 60   | 60   | 63   | 65   | 65   | 63   |

### Voies de communication et transports
La commune est traversée par la route départementale 11 entre Orbais-l'Abbaye (puis Montmirail) à l'ouest et Mareuil-en-Brie (puis Épernay) au nord-est. Le village et les principaux écarts de la commune y sont reliés par des voies communales.
L'automobile a une place importante dans les déplacements. Ainsi, en 2022, 97,9 % des ménages de la commune disposent d'au moins une voiture (dont 63,8 % comptent deux voitures ou plus) et 91,1 % des actifs se rendent sur leur lieu de travail en voiture ou en camion.

### Risques naturels et technologiques
Le territoire de Suizy-le-Franc est vulnérable à différents risques naturels. La commune n'est toutefois pas dans l'obligation d'élaborer et publier un document d'information communal sur les risques majeurs, ni un plan communal de sauvegarde.
La commune peut être concernée par des risques de mouvements de terrain et par le risque d'inondation par remontée de nappe. La commune a fait l'objet de plusieurs arrêtés reconnaissant l'état de catastrophe naturelle pour des inondations et/ou coulées de boue en 1999.
Suizy-le-Franc est affectée par le phénomène de retrait-gonflement des argiles (risque moyen). Le risque sismique est très faible sur son territoire. De même, le potentiel radon de la commune est faible.
Aucun risque technologique n'est identifié sur son territoire.

## Toponymie
Le nom de la localité est attesté sous les formes Soiseium (1235) ; Suzi (1628) ; Suisy-le-Franc (1760) ; Suisi-le-Franc (1763) ; Suizy-le-Franc (1834). Au XIXe siècle, Auguste Longnon avance l'hypothèse d'une origine latine formée à partir de sambucus — le sureau — et du suffixe -etum qui désigne l'abondance.
Parmi ses hameaux et écarts, les plus anciens sont Courcemont qui apparaît dès le XIIIe siècle (Corsammont vers 1222, Coursermon vers 1252 et Cursus Mons en 1260 ) et Maucreux qui est attesté dès le XVIe siècle (Le fief de Maulcreux en 1509). Les autres hameaux et écarts de la commune sont mentionnées plus tardivement, au XVIIIe siècle ou XIXe siècle : Beaumont, le Champ des Chèvres, la Marquerie et la Pommerie.

## Histoire

### Ancien Régime
Avant la Révolution, la cure (paroisse) du village est à la nomination et présentation (droit de patronage) des abbés et religieux de l'abbaye d'Orbais, qui jouissent de toute la grosse dîme et payent ou donnent trois cents livres au vicaire perpétuel et doyen rural du doyenné d'Orbais. Celui-ci a opté pour la portion congrue en vertu de la déclaration du Roi du 29 janvier 1686 qui adjuge aux curés ou vicaires perpétuels la somme de trois cents livres, en abandonnant aux gros décimateurs ou curés primitifs leur part et portion des grosses et menues dîmes de leur paroisse.

## Politique et administration

### Rattachements administratifs et électoraux

#### Rattachements administratifs
La commune se trouve dans l'arrondissement d'Épernay au sein du département de la Marne et de la région Grand Est.
Elle faisait partie depuis 1801 du canton de Montmort-Lucy. Dans le cadre du redécoupage cantonal de 2014 en France, cette circonscription administrative territoriale a disparu, et le canton n'est plus qu'une circonscription électorale.

#### Rattachements électoraux
Pour les élections départementales, la commune fait partie depuis 2014 du canton de Dormans-Paysages de Champagne
Pour l'élection des députés, elle fait partie de la troisième circonscription de la Marne.

### Intercommunalité
Suizy-le-Franc était membre de la petite communauté de communes de la Brie des Étangs, un établissement public de coopération intercommunale (EPCI) à fiscalité propre créé en 2003 et auquel la commune avait transféré un certain nombre de ses compétences, dans les conditions déterminées par le Code général des collectivités territoriales.
Dans le cadre des dispositions de la loi portant nouvelle organisation territoriale de la République du 7 août 2015, qui prévoit que les EPCI à fiscalité propre doivent avoir un minimum de 15 000 habitants, cette intercommunalité a fusionné avec ses voisines pour former, le 1er janvier 2017, la communauté de communes des Paysages de la Champagne, dont est désormais membre la commune.
Suizy-le-Franc n'est membre d'aucune autre intercommunalité.

### Liste des maires

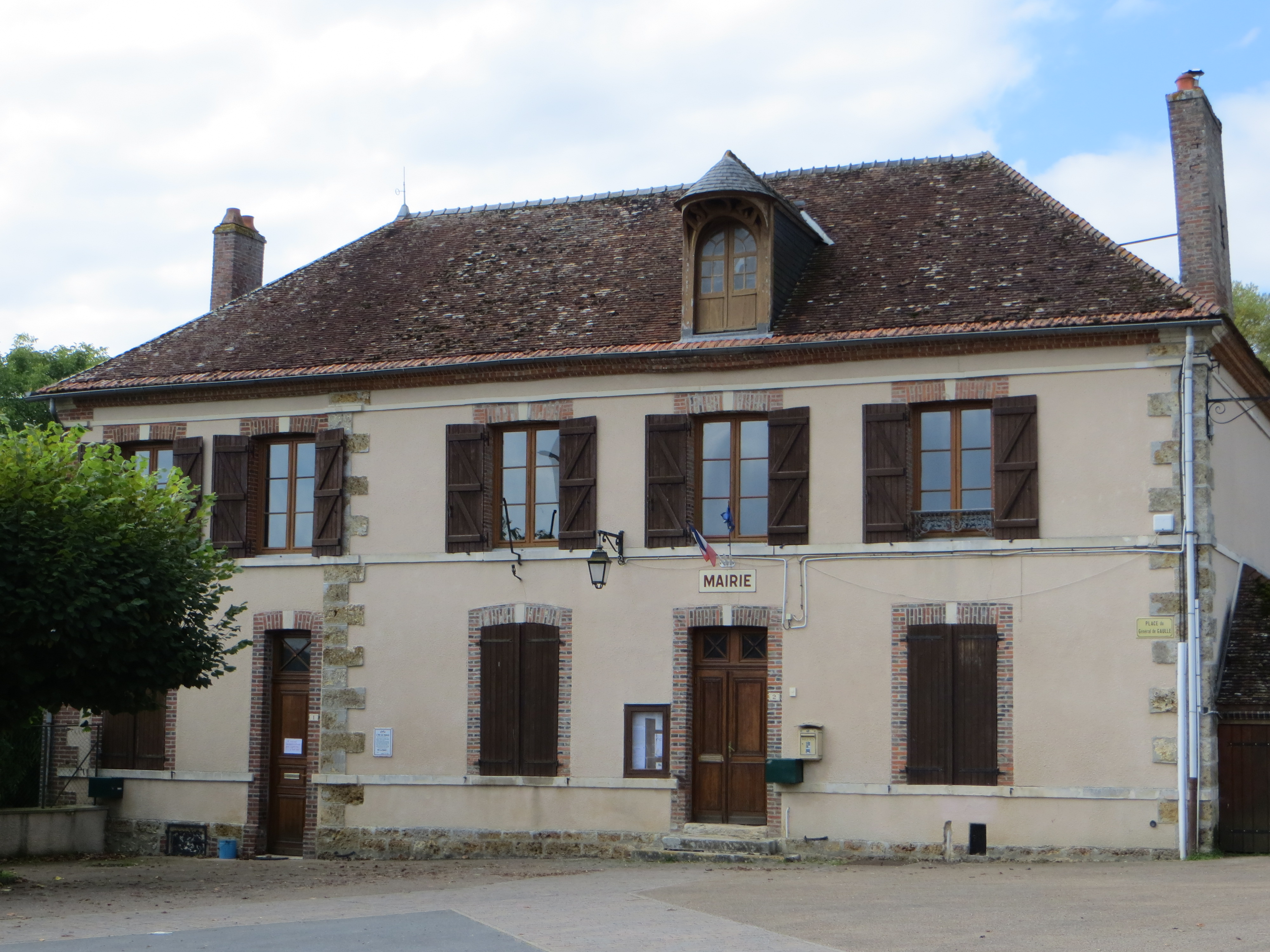
La mairie.

| Période                                  | Période                        | Identité        | Étiquette    | Qualité                                                       |
| ---------------------------------------- | ------------------------------ | --------------- | ------------ | ------------------------------------------------------------- |
| Les données manquantes sont à compléter. |                                |                 |              |                                                               |
|                                          |                                |                 |              |                                                               |
| 1973                                     | 1989                           | Odette Verney   |              |                                                               |
|                                          |                                |                 |              |                                                               |
| 1995                                     | 2008                           | Michel Moussy   | DVD puis UMP | Viticulteur Conseiller général de Montmort-Lucy (2004 → 2011) |
| 2008                                     | 2011                           | Albert Robert   |              | Démissionnaire>                                               |
| 2011                                     | 2014                           | Didier Flamant  |              |                                                               |
| 2014                                     | mai 2020                       | Nathalie Prola  |              |                                                               |
| mai 2020                                 | 2023                           | Pierre Langlois |              | Cadre retraité Démissionnaire                                 |
| juin 2023                                | En cours (au 30 novembre 2023) | Alain Caillat   |              |                                                               |

### Jumelages
Au 1er janvier 2023, Suizy-le-Franc n'est jumelée avec aucune ville.

## Équipements et services publics

### Eau et déchets
L'approvisionnement en eau potable et l'assainissement des eaux usées sont des compétences de la communauté de communes des Paysages de la Champagne. Le captage de Soizy-le-France alimente en eau potable la commune ainsi que Corribert, Mareuil-en-Brie et Orbais-l'Abbaye. La production et la distribution d'eau potable font l'objet d'une délégation de service public confiée à Suez jusqu'en 2029. Suizy-le-Franc accueille une station d'épuration à filtre à sable d'une capacité de 45 équivalent-habitants sur son territoire. Sur une partie de la commune, l'assainissement est toutefois non collectif. Qu'il soit collectif ou non, l'assainissement y est assuré en régie par la communauté de communes.
La communauté de communes est également compétente en matière de déchets. La collecte des ordures ménagères résiduelles et des déchets recyclables est réalisée en porte à porte. La communauté de commune adhérant au syndicat de valorisation des ordures ménagères de la Marne (SYVALOM), ces déchets sont amenés au centre de transfert départemental de Pierry puis valorisés sur le site de La Veuve. La collecte du verre et des textiles se fait en apport volontaire. La communauté de communes met par ailleurs six déchèteries à disposition de ses habitants, accessibles après création d'une carte d'accès : à Châtillon-sur-Marne, Damery-Venteuil, Fèrebrianges, Mareuil-le-Port, Montmort-Lucy et Trélou-sur-Marne.

### Enseignement

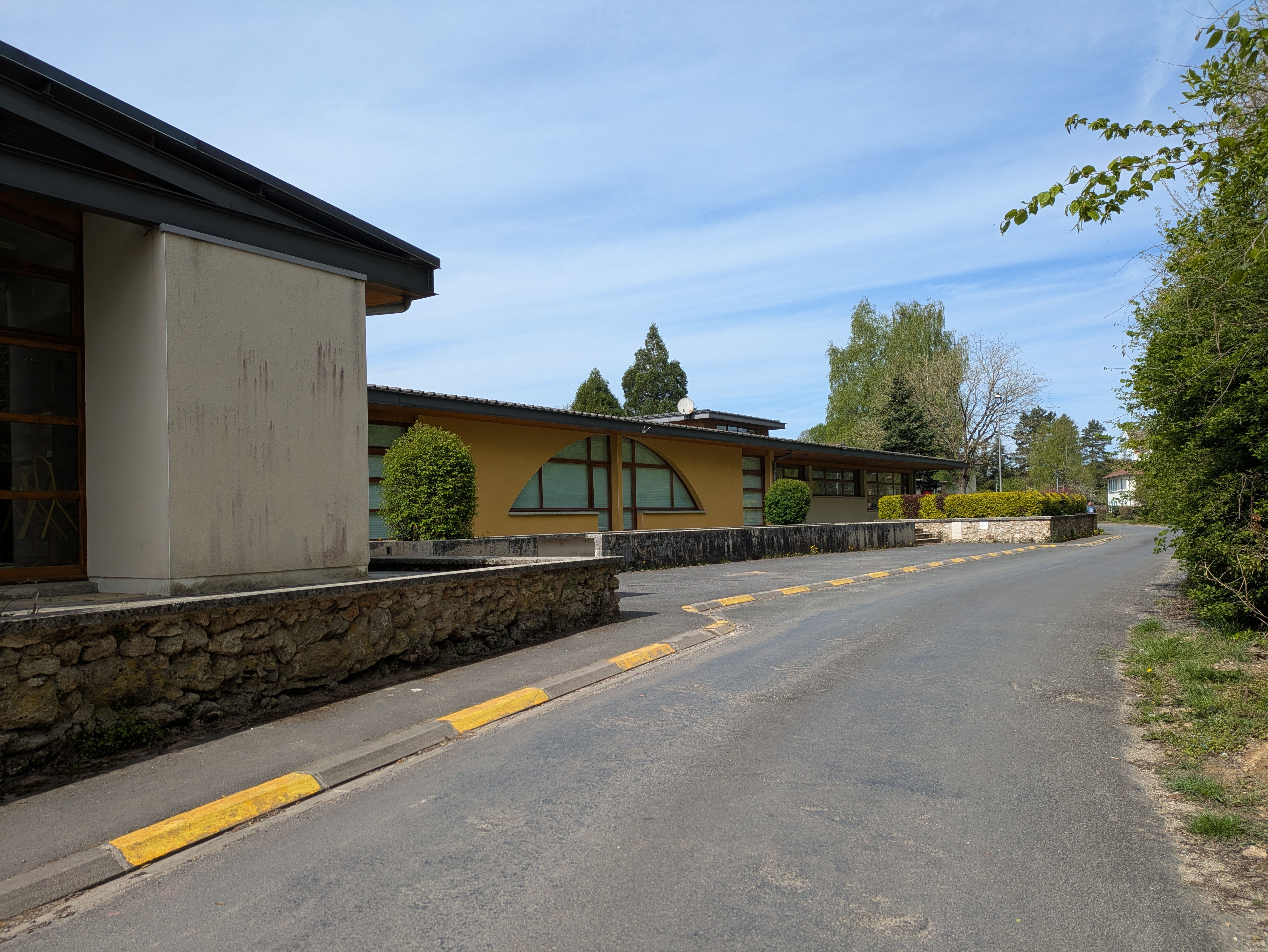
Les écoles d'Orbais-l'Abbaye, situées rue du Parc.

Suizy-le-Franc fait partie de l'académie de Reims.
Les enfants de Suizy-le-Franc sont accueillis au sein des écoles d'Orbais-l'Abbaye. Installées rue du Parc, les écoles sont fréquentées par 39 élèves de maternelle et 54 élèves d'élémentaire (chiffres 2024-2025)
Les jeunes de Suizy-le-Franc sont ensuite rattachés au collège Lucie Aubrac de Montmort-Lucy et au lycée La Fontaine du Vé de Sézanne.

### Postes et télécommunications
Une boîte aux lettres de La Poste se trouve sur le territoire de la commune, place du Général de Gaulle. Le bureau de poste le plus proche est l'agence communale d'Orbais-l'Abbaye, à environ 3 km de Suizy-le-Franc.

### Justice, sécurité et secours
Du point de vue judiciaire, Suizy-le-Franc relève du conseil de prud'hommes d'Épernay, du tribunal de commerce de Reims, du tribunal judiciaire, du tribunal paritaire des baux ruraux et du tribunal pour enfants de Châlons-en-Champagne, dans le ressort de la cour d'appel de Reims. Pour le contentieux administratif, la commune dépend du tribunal administratif de Châlons-en-Champagne et de la cour administrative d'appel de Nancy.
Suizy-le-Franc est située en secteur Gendarmerie nationale et dépend de la brigade d'Étoges.
En matière d'incendie et de secours, le centre d'incendie et de secours le plus proche est celui de Montmort, rattaché au Service départemental d'incendie et de secours (SDIS) de la Marne.

## Population et société

### Démographie
L'évolution du nombre d'habitants est connue à travers les recensements de la population effectués dans la commune depuis 1793. Pour les communes de moins de 10 000 habitants, une enquête de recensement portant sur toute la population est réalisée tous les cinq ans, les populations de référence des années intermédiaires étant quant à elles estimées par interpolation ou extrapolation. Pour la commune, le premier recensement exhaustif entrant dans le cadre du nouveau dispositif a été réalisé en 2008.

En 2022, la commune comptait 106 habitants, en évolution de −1,85 % par rapport à 2016 (Marne : −1,19 %, France hors Mayotte : +2,11 %).
| 1793 | 1800 | 1806 | 1821 | 1831 | 1836 | 1841 | 1846 | 1851 |
| ---- | ---- | ---- | ---- | ---- | ---- | ---- | ---- | ---- |
| 204  | 218  | 191  | 229  | 204  | 213  | 231  | 234  | 236  |

| 1856 | 1861 | 1866 | 1872 | 1876 | 1881 | 1886 | 1891 | 1896 |
| ---- | ---- | ---- | ---- | ---- | ---- | ---- | ---- | ---- |
| 232  | 233  | 220  | 230  | 231  | 232  | 207  | 194  | 223  |

| 1901 | 1906 | 1911 | 1921 | 1926 | 1931 | 1936 | 1946 | 1954 |
| ---- | ---- | ---- | ---- | ---- | ---- | ---- | ---- | ---- |
| 196  | 168  | 176  | 163  | 154  | 154  | 140  | 124  | 127  |

| 1962 | 1968 | 1975 | 1982 | 1990 | 1999 | 2006 | 2008 | 2013 |
| ---- | ---- | ---- | ---- | ---- | ---- | ---- | ---- | ---- |
| 135  | 100  | 91   | 67   | 76   | 91   | 110  | 116  | 107  |

| 2018 | 2022 | - | - | - | - | - | - | - |
| ---- | ---- | - | - | - | - | - | - | - |
| 106  | 106  | - | - | - | - | - | - | - |

### Sports et loisirs
Le sentier de grande randonnée de pays du Surmelin passe au sud de la commune.

### Cultes
Pour le culte catholique, Suizy-le-Franc dépend de la paroisse Saint-Alpin - Le Surmelin, au sein du diocèse de Châlons-en-Champagne.

### Médias
La presse écrite régionale comprend le quotidien L'Union et l'hebdomadaire L'Hebdo du vendredi.
Parmi les stations de radio locales, il est possible de citer Ici Champagne-Ardenne et Champagne FM.

## Économie

### Revenus de la population et fiscalité
En 2021, la commune compte 47 ménages fiscaux, regroupant 109 personnes.
Le revenu disponible par unité de consommation est alors de 25 980 €, supérieur à celui de la communauté de communes des Paysages de la Champagne (24 050 €), du département de la Marne (22 830 €) et de la France métropolitaine (23 080 €).
Pour des raisons de secret statistique, le taux de pauvreté à Suizy-le-Franc n'est pas communiqué par l'Insee.

### Emploi
Suizy-le-Franc appartient à la zone d'emploi d'Épernay.
En 2022, le taux d'activité des 15-64 ans est de 80,6 %, similaire à celui de la communauté de communes (80,3 %) et supérieure à celui du département (74,6 %) et de la France métropolitaine (75,3 %). Pour cette même catégorie de population, le taux de chômage est de 5,2 % contre 7,5 % pour la communauté de communes, 11,8 % pour la Marne et 11,3 % pour la France métropolitaine.
En 2022, Suizy-le-Franc compte 12 emplois, dont 59,2 % de salariés et 40,8 % de non-salariés. Avec 55 actifs y résidant, la commune a alors un indicateur de concentration d'emploi de 21,6. Dans les faits, 10,7 % des actifs résidant à Suizy-le-Franc y travaillent tandis que 89,3 % travaillent dans une autre commune.

### Entreprises, commerces et agriculture
En 2022, l'Insee y recense 11 établissements économiquement actifs (hors agriculture). En 2024, la commune ne compte aucun commerce.
En 2020, Suizy-le-Franc compte 6 exploitations agricoles, pour une surface agricole utilisée de 394 hectares et 5 emplois à temps plein. Selon l'Agreste, la production agricole de la commune est spécialisée dans la polyculture et le polyélevage.

## Culture locale et patrimoine

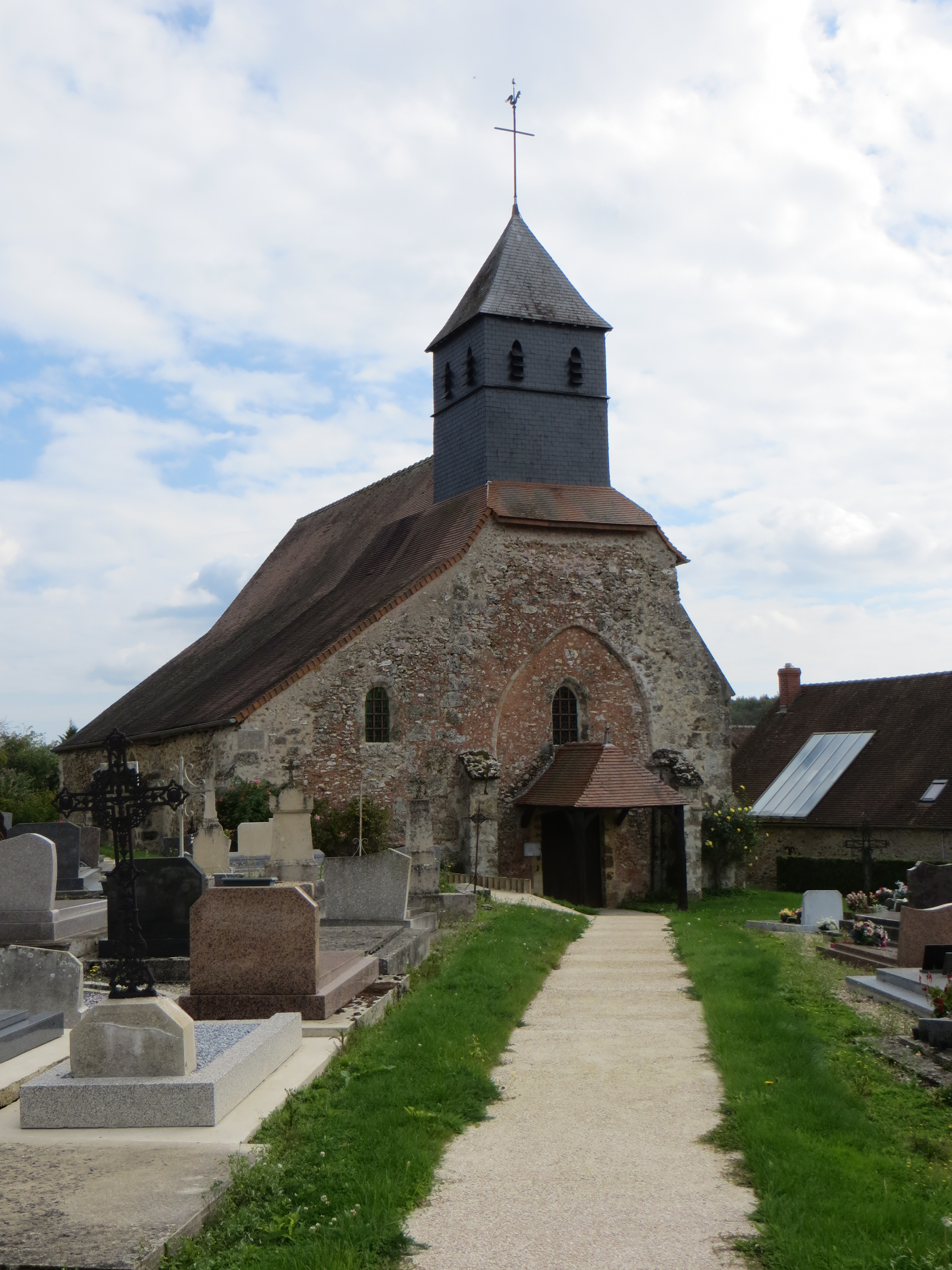
Église Saint-Remi.

### Lieux et monuments
Le principal monument de Suizy-le-Franc est son église Saint-Rémi, construite au XIIIe siècle. Il s'agit d'un édifice à deux vaisseaux : la nef et un bas-côté au nord. Elle renferme de nombreux objets inscrits ou classés au titre des monuments historiques : son maître-autel du XVIIe siècle accompagné d'un retable, d'un tabernacle et de deux gradins d'autel ; son autel latéral du XVIIIe siècle accompagné d'un retable et d'un tableau ; la clôture du chœur en fonte de fer du XIXe siècle (de style néogothique) ; la dalle funéraire de Pierre Philippe Andrieux (seigneur de Suizy assassiné en 1754) ; des statues en bois des XVIe et XVIIe siècles (représentant saint Remi, saint Sébastien et le Christ tenant le monde,) ; un tableau du Christ en croix du XVIIe siècle (d'après Guido Reni) ; une ancienne porte de la sacristie du XVe siècle (limite XVIe siècle) ; un coffre en bois du XVIIe siècle (ou XVIIIe siècle) ; une chaire à prêcher peinte en bleu du XVIIIe siècle ; un fauteuil de célébrant du XVIIIe siècle ; un confessionnal du XIXe siècle ; une croix de cimetière en fer forgé du XVIIIe siècle.
Le monument aux morts de la commune est édifié en 1924. Il prend la forme d'une stèle en granit bleu des Vosges, sur lequel figure un poilu dans les bras d'une Victoire ailée. À son sommet et sur ses côtés, le monument arbore une croix de guerre et des palmes de laurier.

## Pour approfondir